# إريك وولف
إريك روبرت وولف (بالإنجليزية: Eric Robert Wolf)‏ (وُلد في 1 فبراير في عام 1923- تُوفّي في 6 مارس في عام 1999)، كان عالم أنثروبولوجيا (عالم إنسان). اشتهر بدراسته للقرويين وأمريكا اللاتينية، بالإضافة إلى مناصرته لوجهات النظر الماركسية ضمن نطاق الأنثروبولوجيا.

## مسيرته المهنية
عاش فرانز بواس وروث بندكت في كولومبيا لسنوات عديدة، إذ كانت الملتقى المركزي لانتشار الأنثروبولوجيا في أمريكا. وصل وولف إلى كولومبيا بعد وفاة بواس بفترة وجيزة، وبعد تحوّل أسلوبه الأنثروبولوجي –الذي وُصف بأنّه متعمد على التعميم وعلى الدراسات التفصيلية لمواضيع معيّنة- إلى موضة قديمة. استلم جوليان ستيوارد منصب الرئيس الجديد لقسم الأنثروبولوجيا، إذ كان طالب كل من روبرت لوي وألفريد كروبر. اهتمّ ستيوراد بإنشاء علم أنثروبولوجيا علمي، قادر على شرح كيفية تطوّر المجتمعات وتكيّفها مع وسطها الطبيعي.
كان وولف أحد الطلاب القليلين الذين طوّروا أنفسهم بالقرب من ستيوارد. تماشت معتقدات الطلاب الأكبر سنًا اليسارية وماركسية التوجه مع معتقدات ستيوارد التطوّرية الأقل تسيّسًا. تضمّنت هذه المجموعة العديد من علماء الأنثروبولوجيا البارزين في ثمانينيات القرن الماضي، مثل سيدني مينتز ومورتون فرايد وإلمان سيرفس وستانلي دايموند وروبرت إف. مورفي.
اعتُبرت أطروحة وولف استكمالًا لمشروع ستيوارد «شعب بورتوريكو». بدأ وولف مسيرته التدريسية في جامعة ميشيغان في عام 1961، ثم استلم منصب الأستاذ المتميّز في الأنثروبولوجيا ورئيس قسم الأنثروبولوجيا في كلية ليمان بجامعة مدينة نيويورك قبل انتقاله إلى مركز الدراسات العليا في الجامعة ذاتها في عام 1971؛ حيث قضى ما تبقّى من حياته المهنية. تجاوزت أعمال وولف الميدانية حدود أمريكا اللاتينية لتصل إلى أوروبا. اشترك وولف مع طالبه جون دبليو. كول في مجموعة من الأنشطة الميدانية في إطار الثقافة والتاريخ ونمط الاستيطان في منطقة تيرول؛ الأمر الذي أُدرج لاحقًا في كتابهما الحدود الخفية.
ترتبط مساهمات وولف الرئيسية في نطاق الأنثروبولوجيا بتركيزه على مسائل القوّة والسياسة والاستعمار خلال سبعينيات وثمانينيات القرن الماضي، أي عندما انتقلت هذه المواضيع إلى محور الاهتمامات الانضباطية. ذاع صيت أكثر كتب وولف شهرةً أوروبا وشعوب بلا تاريخ، إذ انتقد من خلاله التاريخ الأوروبي الشعبي بسبب تجاهله للجهات الفاعلة التاريخية بعيدًا عن الطبقات الحاكمة. يبرهن وولف في كتابه هذا مدى فعالية الأفراد غير الأوروبيين في العمليات العالمية مثل تجارة الفراء والعبيد، إذ أظهر بأنهم لم يكونوا «في مرحلة جمود» أو «معزولين» بل لطالما كانوا ضالعين في تاريخ العالم بشكل عميق.
حذّر وولف في أواخر حياته من «الاجتثاث الفكري» الذي بدأ عندما سلكت الأنثروبولوجيا نهجًا تنظيريًا مغرقًا بدل من التقيّد بواقع الحياة والعمل الميداني. عانى وولف من السرطان لاحقًا في حياته، ثم تُوفّي في عام 1999 في إيرفينغتون بولاية نيويورك.

## عمله وأفكاره

### إمبريالية انضباطية
انتقد إريك وولف بصفته عالمًا اجتماعيًا –مقاومًا في ظل ظروف غير مثالية في نطاق أكاديمي أوسع- ما أسماه بالإمبريالية الانضباطية ضمن العلوم الاجتماعية، أو بين العلوم الاجتماعية من جهة والعلوم الطبيعية من جهة أخرى؛ التي استبعدت مواضيع معينة –مثل التاريخ- بحجّة أنها غير أكاديمية بما يكفي. ومن الأمثلة المتعلّقة بالعلوم الاجتماعية، انتصرت الأنثروبولوجيا الثقافية (علم الإنسان الثقافي) على الأنثروبولوجيا الاجتماعية (علم الإنسان الاجتماعي) التي تأسست في الأوساط الأكاديمية البريطانية، بالإضافة إلى انتصارها على علم الاجتماع والتاريخ في الأوساط الأكاديمية العالمية الأمريكية والمؤمركة؛ إذ لم يتبقّ لعلم الاجتماع سوى دراسة الحراك الاجتماعي والطبقة الاجتماعية، وهي فئات يعتبرها النيوليبراليون غير ذات صلة بينما أثبت علماء الأنثروبولوجيا الثقافية جدواها في الحكم الاستعماري على «الشعوب بلا تاريخ» ودراسة أساطيرهم وقيمهم وما إلى ذلك. يمكن ملاحظة هذا الأمر في استنفار علماء الأنثروبولوجيا للعمل مع الجيش الأمريكي والبنتاغون في جميع أنحاء العالم. عكس كتاب وولف أوروبا وشعوب بلا تاريخ (1982) الابتعاد عن الإمبريالية الانضباطية أو مناهضتها، إذ فكّك بعض الأفكار المتعلّقة بالشعوب والمجتمعات ذات التاريخ مقابل تلك التي لا تمتلك تاريخًا؛ ركّز وولف على العلاقة بين التوسع الأوروبي والعمليات التاريخية في بقية أنحاء العالم، راسمًا معالم التاريخ العالمي ابتداءً من القرن الخامس عشر. اهتمّ وولف –كما يبيّن عنوان الكتاب- بإظهار الطرق التي شاركت من خلالها المجتمعات التي استُبعدت من السجلات التاريخية الأوروبية في النظم والتغييرات التاريخية العالمية.

## التعليم
تعلم في جامعة كولومبيا، وتحصل منها على دكتوراة في الفلسفة، وكلية كوينز، جامعة مدينة نيويورك، وتحصل منها على بكالوريوس في الفنون.

## جوائز
حصل على جوائز منها:
- زمالة ماك آرثر (1990)[8]
- زمالة غوغنهايم
- دكتوراه فخرية.[9]